# لويجي باتزيللا
لويجي باتزيللا (بالإيطالية: Luigi Batzella)‏ هو مونتير وكاتب سيناريو ومخرج وممثل إيطالي، ولد في 27 مايو 1924 في إيطاليا، وتوفي بنفس المكان في 18 نوفمبر 2008.

## وصلات خارجية
- لويجي باتزيللا على موقع IMDb (الإنجليزية)
- لويجي باتزيللا على موقع أول موفي (الإنجليزية)
- لويجي باتزيللا على موقع قاعدة بيانات الأفلام السويدية (السويدية)
- لويجي باتزيللا على موقع قاعدة بيانات الفيلم (الإنجليزية)
- لويجي باتزيللا على موقع كينوبويسك (الروسية)